# Списак епизода серије Азбука нашег живота

Серија Азбука нашег живота се емитује на каналу Суперстар ТВ од 3. децембра 2021. и Прва ТВ од 10. јануара 2022. 

## Преглед
| Сезоне | Сезоне | Епизоде | Оригинално емитовање | Оригинално емитовање |
| Сезоне | Сезоне | Епизоде | Почетак емитовања    | Крај емитовања       |
| ------ | ------ | ------- | -------------------- | -------------------- |
|        | 1      | 10      | 3. децембар 2021.    | 4. фебруар 2022.     |
|        | 2      | 11      | 4. јануар 2023.      | 18. јануар 2024.     |
|        | 3      | 11      | ( )                  | ( )                  |